# おとり捜査官・北見志穂
『おとり捜査官・北見志穂』（おとりそうさかん きたみしほ）は、1998年から2017年までテレビ朝日系で放送されていた刑事ドラマシリーズ。全20回。主演は松下由樹。
第19作までは「土曜ワイド劇場」にて放送され、第20作は「ミステリースペシャル」にて放送された。

## 概要
原作は山田正紀の推理小説『女囮捜査官』シリーズ（幻冬舎）。なお、原作は2009年に刊行された朝日文庫版では『おとり捜査官』にシリーズタイトルが改められ、さらに2021年から刊行開始されている徳間文庫版では『囮捜査官 北見志穂』に改められている。
監督は第13作までは長谷部安春が務め、長谷部没後の第14作からは山本邦彦が務めている。
2014年制作・放映の第18作はレギュラー出演していた蟹江敬三の遺作となった。番組冒頭で「袴田刑事役を演じられた蟹江敬三さんが3月30日に逝去されました。今夜放送の『おとり捜査官・北見志穂18』が遺作となります。謹んでご冥福をお祈り申し上げます」と追悼テロップが流され、放送最後にも追悼テロップが流れた。
2015年製作・放映の第19作からはパートナー役が水野美紀に交代した。第19作に限り、タイトルには「・北見志穂」がつかない『おとり捜査官』として放送された。第20作は当初2017年2月25日の『土曜プライム・土曜ワイド劇場』で放送予定だったが、『緊急報道特番"悲運のプリンス"はなぜ、殺されたのか!?金正男氏暗殺の真実』（『土曜プライム』枠外での特番）に差し替えられ、同年7月6日の『ミステリースペシャル』で放送された。なお、この第20作を最後に制作されなくなった為、本シリーズは事実上終了となった。

## あらすじ
松下由樹演じる警視庁捜査一課特別被害者部に所属する女刑事の北見志穂が、猟奇的な事件を解決させるため、自ら囮になって犯人検挙に臨むシリーズ。毎回犯人が捜査陣を巻いて北見を殺害しようとするが、ギリギリのところで蟹江敬三演じる相棒の袴田俊郎刑事が、北見を助け出して犯人を逮捕する。
第19作からは、上記の通り水野美紀が演じる香坂凛が北見の相棒となり、袴田に代わってその役割を担っている。

## キャスト

### 警視庁捜査一課 井原班
北見志穂（きたみ しほ）
演 - 松下由樹
刑事。科捜研で犯罪心理を研究したことから、警察学校と本庁の捜査講習を半年ずつ経て、捜査一課に刑事として配属される（犯罪心理的考察の必要性との理由から）。配属された当初は捜査現場の経験がなかったことからお荷物扱いをされていたが、捜査に行き詰った時のおとり志願により、周囲の見方が変わっていく。小樽出身。家族は小学校教師をしている両親に、5歳年下の弟（第1作当時は大学生）がいる。子供の頃からいろいろな男性に付け回されたという過去から、男性を怖がっている部分がある（それが心理学を学ぶきっかけとなる）。そのためか、大学3年の時に1年先輩の男性と半年の同棲をしたことがあるものの、結局別れている。
袴田俊郎（はかまだ としろう）
演 - 蟹江敬三（第1作 - 第18作）
現場歴30年のベテラン刑事（第1作より）。階級は巡査部長。
周囲が言いにくいことをはっきり言ってしまうタイプ。北見とは彼女の着任早々からコンビを組んでいる。当初は押し付けられた感じだったが、徐々に名コンビとなっていく。しかし、単独行動で北見や主任の井原を振り回す癖が抜けない。妻子と別れていて（第1作時点では5年前）、バツイチ。別れた原因は、彼の仕事好きと酒好きが影響している様子。別れた妻は後に、子連れで別の男性と再婚している。それを気遣ってか、一人娘の川端愛とは離婚後は会っていなかった。
演じた蟹江の死後、第19作以降では病死した設定になっている。
香坂凛（こうさか りん）
演 - 水野美紀（第19作 - ）（10歳：根岸姫奈〈第19作〉）
経歴：警務部
→ 警視庁調布南警察署
→ 警視庁捜査一課 井原班（第19作 - ）
調布南警察署から捜査一課に異動してきた刑事。合気道と射撃の達人で、射撃はオリンピックの代表候補にもなったほどの腕前だったが、28歳の時に競技を引退した。元は警務部勤務だったが、本人の希望で現場の警察官になる。10歳の時、父・貞彦を麻薬中毒の男に殺害された過去があり、それを機に合気道と射撃を学んだ。現場の警察官になったのは、警察のミスで父親を殺した男の逃亡を許したということを、警務部在籍時に偶然知ったためであった。単独行動を取りたがり、最初は北見とも距離を置いているが、事件を通して互いを信頼しあうようになる。
三上勉
演 - 半田健人（第11作 - 第16作・第18作 - ）
刑事。
井原也寸志（いはら やすし）
演 - 小木茂光
主任。
小泉
演 - 岩田和樹（旧・岩田淳）（第1作 - 第9作）
刑事。
岩城真彦
演 - 布施博（第8作）
娘を殺され、捜査を外された袴田に代わって、応援という形で北見とコンビを組んだ刑事。彼女の粘り強さを気に入っている。血液型はA型。
斉藤
演 - 蜷川みほ（第6作）
安浦
演 - 三浦力（第10作 - 第12作）
刑事。
安達
演 - 渋江譲二（第17作）
刑事。
岸
演 - 鈴木秀人（第19作）
刑事。

### その他
佳代
演 - 赤座美代子（第2作 - ）
居酒屋「かよの華」の女将。
川端愛
演 - 森下千里（第8作・第16作）
袴田俊郎の娘。総合病院の看護師。何者かに殺害される（第8作）。
香坂貞彦
演 - 西岡秀記（第19作）
香坂凛の父。凛が10歳のとき薬物の乱用者に刺殺された。
香坂由美
演 - 栃原梨乃（第19作）
香坂凛の母。貞彦の死亡後、ショックで体を壊し入退院を繰り返している。

### ゲスト
第1作「犯人は痴漢？山手線ラッシュアワー連続殺人事件」（1998年）
- 夕張直美（夕張の妻） - 中島ひろ子
- 夕張武史（配送のアルバイト・司法試験受験生） - 四方堂亘
- 相沢義彦（美容院経営） - 高知東急
- 川久保（刑事） - 中西良太
- 青木（刑事） - 吉野悠我
- 森山（東品川警察署 署長） - 信実一徳
- 古田由美（古田の娘） - 井出百合子
- 清原静江（専門学校生） - 利根川朱里
- 照子（居酒屋経営） - 中原早苗
- 相沢理恵（相沢の妻） - 清水由貴子
- 大崎駅ホームの売店店員 - 長谷部香苗
- 阿部（予備校生） - 大沢一起
- 古田隆義（デパート勤務） - 田山涼成

第2作「停電の夜、連続美女絞殺！東京タワーからのぞかれた現場」（1999年）
- 斉田豊次（弁当屋従業員・宇野工業製作所 元従業員） - 勝村政信 (20年前：篠原俊晴)
- 宇野鉦子（バーのピアニスト） - 若林しほ (20年前：葉室乃美)
- 高瀬邦男（弁当屋社長） - 羽場裕一
- 辰巳富久（君子の恋人・ブティックオーナー） - デビット伊東
- 佐久間（刑事） - つじしんめい
- 林（刑事） - 河野通一
- 神山（署長） - 須永慶
- 白井達夫（幸枝の同棲相手） - 斉藤陽一郎
- 三上和彦（鉦子の婚約者・商社マン） - 長戸勝彦
- 鈴木郁江（客室乗務員） - 長谷部香苗
- 茂野幸枝（君子と同じジムの会員） - 丸山明代
- 宇野隆一（宇野工業製作所 元社長・故人） - 鈴木一功
- 宇野麻子（宇野の後妻・故人） - 山下裕子
- 潮野（警察官） - 外波山文明
- バーテンダー - 江口信
- トシ子（弁当屋従業員） - 松井紀美江
- 室井君子（客室乗務員） - 佐藤美奈
- 鑑識員 - 森永徹
- 放火未遂事件の目撃者 - 堀越富三郎
- アナウンサー - 平山さとみ
- 伊藤（人形製作会社社員） - いとうせいこう

第3作「銀座高級クラブに潜入した美人女刑事に男たちの異常な視線が…」（1999年）
- 正岡則夫（京子の恋人・銀行員） - 坂上忍
- 河野（タクシードライバー） - 六平直政
- 清水典子（雑誌編集長） - 内田春菊
- 小室京子（高級クラブ「まりも」ホステス・北見志穂の大学の同級生） - 葉山レイコ
- 久保寺（刑事） - 伊藤洋三郎
- 南（刑事） - 石丸ひろし
- 門倉（署長） - 草野裕
- 高野朋子（「まりも」元ホステス・行方不明中） - 諸江みなこ
- 瓶厚志（人形作家の息子・カメラマン志望） - 藤井雅樹
- みどり（「まりも」ホステス） - 長谷部香苗
- 順子（「琥珀」ホステス） - 棟里佳
- 如月敏江（「まりも」ママ） - 結城しのぶ

第4作「狙われた美人刑事！盗撮された私生活!!」（2001年）
- 宮澤佐和子（関東医科大学付属病院 医師） - 美保純
- 山本 - 市山登
- 野口（鑑識課員） - 遠山俊也
- 岸上恭三（進学塾経営者） - 五森大輔
- 岸上裕子（岸上の妻） - 野田よし子
- 須藤（刑事） - 松井満
- 立花（女性警察官） - 留美
- 佐野隆司（誘拐事件の容疑者） - 小柴亮介
- 中山久子（関東医科大学付属病院 看護師） - 長谷部香苗
- 木村（刑事） - 佐久間一生
- 百瀬芳子（関東医科大学付属病院事務局 職員） - 高倉亜樹
- 坪井洋子（関東医科大学付属病院事務局 職員） - 松坂和歌子
- 水上バスの係員 - 宮澤寿梨
- アパート管理人 - 菅野達也
- マンション管理人 - 春延朋也
- 久保敏夫（元学習塾経営者） - こぐれ修
- 瀬木耕助（瀬木リサーチカンパニー 社長） - 京本政樹

第5作「運転する死体？トンネル三重密室の謎 新宿袋詰め連続殺人！ワインを抱いた死美人の秘密」（2002年）
- 紺野絵里子（紺野の妹・レストランのソムリエ） - 芳本美代子
- 早瀬水樹（紺野の部下 → 警視庁捜査一課に転属） - 吉野きみ佳
- 木村（刑事） - 鈴康寛
- 福本克彦（ホステス殺しの犯人） - 柳野幸成
- 薄野珠代（コンパニオン） - 本橋いずみ
- 高梨ミドリ（元モデル） - 岩本舞子
- 川辺亮介が勤務してる店の売場主任 - 長谷部香苗
- 林 - 山村アキラ
- 川辺裕二（2年前の「五坂町通り魔事件」加害者・2ケ月前 獄中自殺） - 佐伯俊
- 川辺亮介（裕二の兄） - 松村隆司
- マドンナ - 竹内都子
- ワイン店オーナー - エド山口
- 紺野慎一郎（警視庁科学捜査研究所のプロファイラー） - 遠藤憲一

第6作「消えた花嫁連続殺人 殺された警官とウェディングブーケの花粉の秘密…」（2004年）
- 青柳ヒロ（ファッションデザイナー・「アトリエ・ヒロ」店主） - 大谷直子
- 沢村真由美（結婚式場の受付） - 渡辺典子
- 高山義則（城西警察署 総務課長） - 丸岡奨詞
- 土屋勝（大田原の後援会員） - なぎら健壱
- 森進市（カメラ店店主） - 島田洋七
- 井上里美（看護師） - 長谷部香苗
- 田中博（入院患者） - 片平光彦
- 南亜紀（新婦・北見志穂の友人） - 須磨史衣
- 三浦康夫（カメラ店店員） - 鈴木浩司
- 牧野佐知子（消えた花嫁） - 新穂なおこ
- 川久保伸江（川久保巡査の母） - 和泉ちぬ
- 佐々木直彦（亜紀の新郎） - 西岡竜一朗
- 沢村節子（真由美の母） - 池田道枝
- 松木次郎（暴力団組員） - 二橋進
- アパートの大家 - 杉嶋美智子
- 田中家の近所 - 木村翠
- 大田原健三（東京都議会議員） - 寺田農

第7作「刑事vs弁護士 女二人の熱い闘い！絶体絶命！模倣犯が仕掛けた“おとり”の罠」（2004年）
- 八木沢杏子（弁護士・北見志穂の大学時代のサークルの先輩） - 川島なお美
- 佐伯誠（杏子の助手） - 小橋賢児
- 谷美栄子（谷の妻） - 牛尾田恭代
- 谷弘之（ヘアサロン店主） - 柄沢次郎
- 島岡浩一郎（健二の兄） - 斎藤歩
- 島岡健二（殺人の容疑者） - 大塚幸太
- 美鈴 - 長谷部香苗
- 園田達夫（ゆりの夫） - 戸井勝海
- 園田ゆり - 岩橋道子
- 杉山晴美（クラブホステス） - 三原伊織奈
- 川瀬麻里 - 立花みどり

第8作「妖しい傷跡の死美人“幸福の花嫁”連続殺人事件」（2004年）
- 久保田直人（監察医） - 保坂尚輝
- 工藤加奈子（坂口の元恋人・東京セントラル病院 看護師） - さとう珠緒
- 高瀬重夫（8年前 袴田俊郎が逮捕した殺人犯 → 模範囚で東京刑務所を仮出所） - 板尾創路
- 島村孝（レイプされ自殺した娘の父） - 江藤潤
- 石井宏（クスリの売人・袴田俊郎の知り合い） - 坂本あきら
- 田辺修三（医師・坂口のインターン時代からの仲間） - 西川弘志
- 白木（警察病院 外科医） - 松田賢二
- 三上俊彦（連続レイプグループの主犯） - 田付貴彦
- 東京刑務所 所長 - 北村晃一
- 星野（高瀬の仮出所後の保護司） - 田村元治
- 八坂会計事務所 社員 - 長谷部香苗
- 久保田の母 - 那須佐代子
- 看護師 - 芳野ゆみ、高野杏子
- 鹿内圭子（医療雑誌編集長） - 岡安由美子
- 坂口稔（医師・川端愛の婚約者） - 照英

第9作「美人令嬢連続殺人！逮捕した通り魔が復讐殺人鬼に!? 狙われた女刑事」（2005年）
- 井上晴香（慶南学園大学 心理学者） - 秋野暢子
- 神屋武志（晴香の弟・高校の英語教師） - 尾美としのり
- 大野木康男（大学の守衛） - 榊英雄
- 峰村（城西リース 課長） - 島崎俊郎
- 村松米子（晴香の実家の近所の住人） - 林マヤ
- 松井（刑事） - 中泉英雄
- 柴田（医師） - 松井満
- 一条玲子（電話相談員） - 長谷部香苗
- 森山（脇坂総合病院 元外科医） - 西岡竜一朗
- 脇坂マリエ（城西リース 社員・脇坂総合病院 院長の娘） - 三崎千香
- 山瀬雅美（城西リース 社員） - 橋本晶子
- 小野妙子（ミカの同級生） - 今井ちひろ
- 田中幸枝 - 高木麻依子
- 橋本洋介（ビルの管理人） - モト冬樹
- 山之内ミカ - 井上舞妃子
- 加藤（刑事） - 渡辺哲

第10作「左手を盗まれた美女連続殺人 ネイルサロンの秘密！危険な罠に飛び込んだ女刑事」（2006年）
- 白鳥節子（明日香の姉・宝飾加工職人） - 佐藤仁美
- 白鳥明日香（「モデルプロ吉村」所属モデル・北見志穂の友人） - 国分佐智子
- 吉村綾子（「モデルプロ吉村」社長） - 水沢アキ
- 吉村雪彦（綾子の息子・ネイルサロン勤務） - 山崎樹範
- 早川レナ（元「モデルプロ吉村」所属モデル） - 浅田好未
- 坪井弘美（「モデルプロ吉村」所属モデル） - 来栖あつこ
- マンション管理人 - 林マヤ
- 大沢文恵（喫茶店店員・明日香の元同僚） - 舟木幸
- 野崎一郎（社長） - グラシアス小林
- 勝又洋子 - 上杉遥
- 安藤けい子（ネイルサロンの特別会員） - 宮澤寿梨
- 香取（刑事） - 泉政行
- 清水（刑事） - 飯田基祐
- 佐藤（刑事） - 高野杏子
- 徳永（刑事） - 竹内義人
- 大門（刑事） - 長町太郎
- 東郷仁（明日香の婚約者・宝飾加工職人） - 岡田浩暉

第11作「殺人予告犯から来た挑戦状!! 狙われた三人の美女に謎の接点が…爆破5分前、絶体絶命の女刑事」（2006年）
- 小笠原弥生（小笠原記念病院薬剤部 責任者） - 黒田福美
- 小笠原俊彦（隆と弥生の息子・小笠原記念病院 院長） - 河相我聞
- 寺本秋雄（元建築会社社長） - なぎら健壱
- 荒木昇（探偵） - エド山口
- 渡辺たえ子 - 上月左知子
- 渡辺聖子 - 林マヤ
- 長瀬信二（薫の父） - 大林丈史
- 工藤（刑事） - 佐伯新
- 小笠原隆（小笠原記念病院 前院長） - 小野寺昭
- 長瀬陽子（薫の母） - 田島令子
- 静子（小笠原記念病院 看護師） - 長谷部香苗
- 林康恵（小笠原記念病院 看護主任） - 寺田千穂
- 大野みどり（小笠原記念病院 看護師） - 一戸奈美
- 渡辺百合子 - 野間洋子
- 黒柳美咲（小笠原記念病院 内科医） - 鹿野京子
- 直子 - 番場祐海
- 長瀬薫 - 見方あゆ実

第12作「ニセ人妻 連続殺人 金髪の男の怪しい影…一夜妻に扮した美人女刑事に絶体絶命のワナ！」（2007年）
- 川嶋祐介（今日子の夫・建設会社社員） - 大浦龍宇一
- 川嶋今日子（清掃会社「クリーンポピンズ」社員） - 原千晶
- 関口尚美（「クリーンポピンズ」社員） - 北原佐和子
- 吉野真一（コンピュータプログラマー） - 黒田アーサー
- 海老名昌人 - 前田健
- 高木壮太（カメラマン） - 萩野崇
- 山崎（刑事） - 山口粧太
- 黒川愛美（ランジェリーショップ店長） - 林マヤ
- 西丸洋二郎（「リストランテ西丸」オーナーシェフ） - 石丸謙二郎
- 小倉千春（フリーター） - 飯沼千恵子
- 千葉則子（「リストランテ西丸」従業員） - 高嶋ひとみ
- 村松リカ（青葉調理専門学校の生徒） - 近藤未来
- 松村美紀代（スーパーの店員） - 長谷部香苗
- 古閑智行 - 若林謙
- 林和彦 - 佐藤優
- ショップ店員 - 川畑麻衣
- 下着店員 - 嵯峨田啓子

第13作「バスローブ連続殺人 ナゾの香りに包まれた全裸美女の秘密…犯人までもが殺された！」（2008年）
- 沢口芳恵（太田の秘書） - 横山めぐみ
- 元木和弘（整形外科医） - 坂上忍
- 今井邦彦（仕出し弁当屋の配達員） - 梶原善
- 鈴木直哉（千恵美の婚約者） - 顔田顔彦
- 三枝（埼玉県警所沢中央警察署 巡査部長） - 片桐竜次
- 笹塚（仕出し弁当屋） - 石山雄大
- 志村法子（今井の妻） - 森口博子
- 糸井早苗（雑誌編集部） - 宮田早苗
- 橋本玲子（RH探偵の調査員） - 長谷部香苗
- 杉山（刑事） - 坂田雅彦
- 黒崎（リサイクル業者） - 小野了
- 菊地知子（太田の恋人） - 真田ゆかり
- 上尾千恵美（OL） - 早川瀬里奈
- 太田秀樹（資産家の息子・クラブ経営者） - 金子賢

第14作「獄中女に間違われた女刑事！銀行襲撃犯が殺される理由…消えた拳銃と2300万の謎!!」（2010年）
- 伊藤静香（イルカ飼育係助手） - 小沢真珠
- 伊勢崎妙子（伊勢崎の妻・ホステス） - 伊藤裕子
- 田中雪絵（邦和の母・女子刑務所に拘置中） - 杉本彩
- 岡島（中野中央警察署 刑事） - 赤塚真人
- 伊藤正造（静香の父） - 出光元
- 横井英二（ボーイズバー「Le Charman」オーナー） - 松田賢二
- 草壁陽介（静香の交際相手） - 溝呂木賢
- 大熊茂（喫茶店「フローラ」マスター） - 下条アトム
- 伊勢崎光恵（妙子の姑） - 山口果林
- 田中邦和（ボーイズバー「Le Charman」店長） - 三浦涼介
- 伊勢崎守（会社員） - 田中健太
- 泉美和（喫茶店「フローラ」の客） - 長谷部香苗
- 大熊厚子（大熊の妻） - 高汐巴
- 刑事 - 鈴木ナオ
- 泉るみ（美和の娘） - 駒形瑠美奈

第15作「死後口をふさがれた美女連続殺人！つり合わない白いハイヒールを履いた死体の謎」（2011年）
- 加藤正俊（元整形外科医） - 榎木孝明
- 矢口冴子（転職斡旋会社「トップアシスト」社員） - 須藤理彩
- 坂井江津子（通販会社社長） - 秋本奈緒美
- 鈴木修造 - 沼田爆
- ショットバーのマスター - 並樹史朗
- 佐竹則子（資産家） - 長谷部香苗
- 江崎康一郎（婦女暴行の常習犯） - 草野康太
- 吉川弥生（外資系の投資会社勤務） - 大竹一重
- 小野寺奈美 - 杵鞭麻衣
- ホテルのフロント係 - 重村佳伸
- 「港パーク内科」院長 - 前田淳
- 柳本宏（整形外科医院の元リハビリ療法士・故人） - 真島公平
- 池沢優 - 赤澤輝美
- 看護師 - 桜川博子
- 植草竜司（「トップアシスト」社長） - 鶴見辰吾

第16作「婚カツ美女連続殺人 狙われる女性警察官！婚活シート男女176人の容疑者…」（2012年）
- 桂木涼子（心療内科医師） - 筒井真理子
- 加納達也（警視庁警務部） - 松尾敏伸
- 末長夏美（山の手警察署 巡査） - 宮本真希
- 中島一朗（所轄の巡査・涼子の患者） - 村田充
- 橋本純平（スナックのバーテンダー・前科者） - 西興一朗
- 吉井妙子（管理人） - 大島蓉子
- 西琴枝（シスター） - 草村礼子
- 岡村信夫（現金輸送車襲撃犯のひとり） - 榊英雄
- スナックのママ - 長谷部香苗
- 大野祐子（交通課の婦警） - 時任亜弓
- 伊藤ユキ - 藤井聖子
- 中島芳子（中島の母） - 奈良富士子
- バーテンダー - 御船健
- 三上勉の彼女 - 浜田翔子

第17作「右手を挙げた美女連続殺人！最強の知能犯蟻食いからの挑戦状 罠の女!? 被害者たちに、謎の接点が…」（2013年）
- 奥山奈緒子（スペイン料理店「PALACIO」オーナー） - 原沙知絵（高校生：山上愛）
- 吉田優也（奈緒子の弟・フラメンコダンサー） - 三浦涼介（幼少期：須田瑛斗）
- 保科カズエ（フラメンコ教室講師） - 鮎ゆうき
- 松原順子（麻里の教え子） - 中島史恵
- 桜木美由紀（奈緒子の高校の同級生） - 松尾れい子
- 荒川ミドリ - 吉井怜
- 遠藤麻里（スペイン語講師） - 塩山みさこ
- 富岡政夫（画廊富岡） - 松澤一之
- 山井茂樹（調査会社） - 菊池隆則
- 木村敏子（教室生徒） - 長谷部香苗
- 桜木洋一郎（美由紀の夫・IT関連会社社長） - 片岡暁孝
- 小野田健二（殺害事件の容疑者） - みのすけ
- 警官 - 掛田誠
- 奥山優一 - 上原鉄平
- 奥山（奈緒子の母・フラメンコダンサー） - 大勝かおり
- 田中誠（銀行員） - 春山大輔
- スペイン料理従業員 - 清水みさと
- 外国語スクール受付嬢 - 秋元紗織
- 旅行会社社員 - 御船健

第18作「“幸福の絶頂”美女連続殺人！富士山だけが知る、黒いベールの女の秘密…被害者3人に謎の接点」（2014年）
- マダム・ルリコ（カラースーパーバイザー・本名「本郷瑠璃」） - 清水美沙
- 片桐悟志（カメラマン・千絵の元婚約者） - 田中幸太朗
- 大森貴子（山梨県警察 警部補） - 東風万智子
- 山路康介（片桐の友人） - 長谷川朝晴
- 橋下直人（眼鏡店チェーンの御曹司） - 牧田哲也
- 仲根益美（富士吉田市在住のホステス） - 大谷みつほ
- 三田村千絵（元女性警察官・故人） - 中島亜梨沙
- 篠原祐子（山路の婚約者・千絵の大学時代の同級生） - 柴田かよこ
- 牧野梓（タレント・千絵たちの大学時代の友人） - 伴杏里
- 西条弥生（千絵や祐子の大学時代の後輩） - 沢井美優
- 染谷庄助（警備員・元交通課の警察官） - 深水三章
- 女性社長 - 長谷部香苗
- 常務 - 吉満涼太
- 武良之（ガソリンスタンド経営） - 広島光
- 医師 - 御船健
- 看護師 - 立花サキ
- アナウンサー - 喜多川結羽
- 捜査官 - 横山ぜうす
- 西条二郎（弥生の父・配線工事技師） - 宇梶剛士

第19作「罪深き美女・連続殺人！ひとりの男が3人の妊婦と暮らす怪しい家の謎…セレブ夫婦たちの隠された秘密!!」（2015年）
- 岡野典子（岡野聖母子クリニック 院長） - 伊藤かずえ
- 西崎亮一（竹山伸治法律事務所の弁護士） - 阿部力
- 竹山すみれ（竹山の妻・主婦） - 原史奈
- 徳丸武弘（保育園送迎バスの元運転手） - 庄野崎謙
- 石渡（調布南警察署 刑事） - 山崎大輔
- 関本房江（山田の借家の大家） - 大島蓉子
- 林夏代（岡野聖母子クリニック 看護師） - 長谷部香苗
- 安永千秋（ホステス） - 秋山莉奈
- 宮島理香子（ホステス） - 小野麻亜矢
- 垣之内萌（育児放棄の前科者） - 定平佳子
- 白木敦子（育児放棄の前科者） - 鈴木智絵
- 荒井里美（育児放棄の前科者） - 井上奈々
- 平野（刑事） - 吉田大蔵
- 高村（刑事） - 小島光一朗
- 竹山杏奈（伸治とすみれの娘） - 中村美乃莉
- 和泉（調布南警察署 刑事） - 松下恵
- 強盗殺人犯の男 - 河津浩滉
- 道上修一郎（医師） - 春園幸宏
- 質屋店主 - 二階堂栄
- 主婦（人質） - 澤真希
- 山田悟（フリージャーナリスト） - 蟹江一平
- 竹山伸治（竹山伸治法律事務所の弁護士） - 原田龍二

第20作「痴漢えんざい事件が美女の連続殺人を呼ぶ！絶対絶命の女刑事」（2017年）
- 前田綾（「丸菱弁当」店員・美雪と同じマンションの住人） - 柴本幸
- 木下若菜（「きさらぎグリーン園芸」社員） - 渋谷飛鳥
- 立石美雪（山手第一総合病院 看護師・5年前「戸倉かおり」が住んでいたアパートの隣人） - 丸高愛実
- 児島（国土開発省職員） - 遠山俊也
- 川口（綾の以前勤めていた食堂の客） - 二階堂智
- 吉本（「池袋名画座」元支配人） - せんだみつお
- 立石（美雪の母親） - 長谷部香苗
- 安達麻衣子（直樹の妻・銀座のクラブの元ホステス） - 菅井玲
- 前田篤史（綾の夫・元国土開発省職員・5年前に交通事故で死去） - 長田成哉
- 鈴輪和弘（商社マン・5年前の痴漢被疑者） - 足立智充
- 兵藤まりも（滋夫の娘） - 安藤美優
- 銀座のクラブのママ - 牛尾田恭代
- 安達隆臣の近所の主婦 - 土屋貴子
- 「丸菱弁当」店員 - 西慶子
- アカネ生命保険相互会社 社員 - 吉川勝雄
- 5万円を貰って「きさらぎグリーン園芸」に来た男 - 鈴木貴之
- スーパー「なでしこマート世田谷店」店員 - 日和佐裕子
- ギタリストに体を触られたと言った女 - 春宮みずき
- ギタリスト - 梅崎快人
- 石川（スーパー「なでしこマート」レジ係） - 小早川真由
- 警察官 - 新虎幸明
- 伊藤啓介（東中野警察署生活安全課 署員） - 佐野元哉
- 刑事 - 小島光一朗、草野貴博、奈里子
- 電報配達人 - オザワミツグ
- 安達直樹（元国土開発省職員・半年前に膵臓癌で死去） - 黄川田将也
- 安達隆臣（直樹の父・遺跡発掘のボランティア） - 小野武彦
- 兵藤滋夫（警視庁墨田中央警察署 刑事・スーパー「なでしこマート」常連客） - 渡辺いっけい

## スタッフ
- 原作 - 山田正紀「女囮捜査官」シリーズ（幻冬舎）
- 脚本 - 篠崎好（第1作 - 第8作・第11作・第12作）、外村朋子（第9作・第10作・第12作・第15作 - ）、長谷部安春（第10作）、佐藤孝行（第13作・第14作）、山本邦彦（第14作）
- 監督 - 長谷部安春（第1作 - 第13作）、山本邦彦（第14作 - ）
- 技術協力 - ビデオフォーカス
- ロケ地協力 - セントマーガレット病院
- 現・プロデューサー - 高橋浩太郎（テレビ朝日）、雑賀俊郎（泉放送制作）、坂上也寸志（泉放送制作）、藤田修（泉放送制作）
- 旧・プロデューサー - 松本基弘（テレビ朝日）、三輪祐見子（テレビ朝日）、菊池恭（テレビ朝日）、中野昌宏（テレビ朝日）、島川博篤（テレビ朝日）
- 制作 - テレビ朝日、泉放送制作

## 放送日程
- 第1作は1999年7月17日に『傑作アンコール特選』として再放送された。
- 第2作は2000年7月22日に『傑作アンコール特選』として再放送された。再放送は22:30までの再編集短縮版（『土曜ワイド劇場』短縮版の直後に『全英オープンゴルフ3日目』中継を放送したため）。

| 話数 | 放送日         | サブタイトル                                                                                    | 脚本                | 監督       | 視聴率 |
| ---- | -------------- | ----------------------------------------------------------------------------------------------- | ------------------- | ---------- | ------ |
| 1    | 1998年05月30日 | 犯人は痴漢？ 山手線ラッシュアワー連続殺人事件                                                   | 篠崎好              | 長谷部安春 | 21.4%  |
| 2    | 1999年04月03日 | 停電の夜、連続美女絞殺！ 東京タワーからのぞかれた現場                                           | 篠崎好              | 長谷部安春 | 15.4%  |
| 3    | 11月06日       | 銀座高級クラブに潜入した美人女刑事に男たちの異常な視線が…                                       | 篠崎好              | 長谷部安春 | 16.7%  |
| 4    | 2001年12月22日 | 狙われた美人刑事！盗撮された私生活!!                                                            | 篠崎好              | 長谷部安春 | 14.7%  |
| 5    | 2002年12月07日 | 運転する死体？トンネル三重密室の謎 新宿袋詰め連続殺人！ ワインを抱いた死美人の秘密              | 篠崎好              | 長谷部安春 | 18.3%  |
| 6    | 2004年03月13日 | 消えた花嫁連続殺人 殺された警官とウェディングブーケの花粉の秘密…                                | 篠崎好              | 長谷部安春 | 17.6%  |
| 7    | 7月03日        | 刑事vs弁護士 女二人の熱い闘い！ 絶体絶命！模倣犯が仕掛けた“おとり”の罠                          | 篠崎好              | 長谷部安春 | 17.0%  |
| 8    | 12月04日       | 妖しい傷跡の死美人“幸福の花嫁”連続殺人事件                                                      | 篠崎好              | 長谷部安春 | 16.5%  |
| 9    | 2005年05月28日 | 美人令嬢連続殺人！ 逮捕した通り魔が復讐殺人鬼に!? 狙われた女刑事                                | 外村朋子            | 長谷部安春 | 15.1%  |
| 10   | 2006年05月06日 | 左手を盗まれた美女連続殺人 ネイルサロンの秘密！ 危険な罠に飛び込んだ女刑事                      | 外村朋子 長谷部安春 | 長谷部安春 | 15.6%  |
| 11   | 12月02日       | 殺人予告犯から来た挑戦状!! 狙われた三人の美女に謎の接点が…爆破5分前、絶体絶命の女刑事           | 篠崎好              | 長谷部安春 | 15.9%  |
| 12   | 2007年08月04日 | ニセ人妻 連続殺人 金髪の男の怪しい影…一夜妻に扮した美人女刑事に絶体絶命のワナ！                 | 外村朋子 篠崎好     | 長谷部安春 | 13.6%  |
| 13   | 2008年12月13日 | バスローブ連続殺人 ナゾの香りに包まれた全裸美女の秘密…犯人までもが殺された！                    | 佐藤孝行            | 長谷部安春 | 12.0%  |
| 14   | 2010年08月07日 | 獄中女に間違われた女刑事！ 銀行襲撃犯が殺される理由…消えた拳銃と2300万の謎!!                    | 佐藤孝行 山本邦彦   | 山本邦彦   | 12.3%  |
| 15   | 2011年04月09日 | 死後口をふさがれた美女連続殺人！ つり合わない白いハイヒールを履いた死体の謎                     | 外村朋子            | 山本邦彦   | 13.0%  |
| 16   | 2012年06月09日 | 婚カツ美女連続殺人 狙われる女性警察官！婚活シート男女176人の容疑者…                             | 外村朋子            | 山本邦彦   | 13.3%  |
| 17   | 2013年06月08日 | 右手を挙げた美女連続殺人！ 最強の知能犯蟻食いからの挑戦状 罠の女!? 被害者たちに、謎の接点が…    | 外村朋子            | 山本邦彦   | 14.1%  |
| 18   | 2014年04月05日 | “幸福の絶頂”美女連続殺人！ 富士山だけが知る、黒いベールの女の秘密…被害者3人に謎の接点           | 外村朋子            | 山本邦彦   | 12.9%  |
| 19   | 2015年09月12日 | 罪深き美女・連続殺人！ ひとりの男が3人の妊婦と暮らす怪しい家の謎…セレブ夫婦たちの隠された秘密!! | 外村朋子            | 山本邦彦   | 09.5%  |
| 20   | 2017年07月06日 | 痴漢えんざい事件が美女の連続殺人を呼ぶ！ 絶対絶命の女刑事                                       | 外村朋子            | 山本邦彦   | 09.0%  |

- 視聴率はビデオリサーチ調べ、関東地区・世帯・リアルタイム。